# Însemnele gradelor militare poloneze
Acest articol tratează însemnele gradelor militare în Forțele Armate Polone în zilele noastre.

## Origini

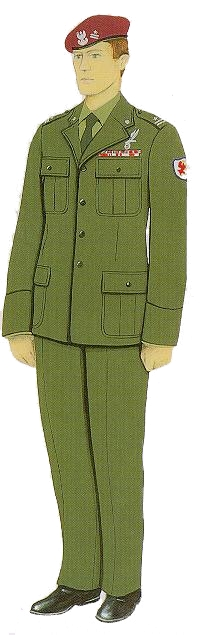
Uniformă de maior

Sistemul actual polonez de ale gradelor militare este descendent direct al diferitelor sisteme folosite în trecut în armata poloneză. Numele unora dintre ele se pot urmări înapoi în Evul Mediu, de exemplu, gradul de chorąży, care înseamnă literalmente purtător de steag sau pur și simplu, drapel. Alte nume de grade poloneze sunt de origine străină și au fost în cele mai multe cazuri introduse de mercenari din secolul al XVII-lea care au servit sub coroana poloneză. Acestea includ rangul de kapral, care provine din cuvântul italian caporale - fiind echivalent cu corporal în limba engleză.
Cele mai multe ranguri sunt înrudite cu cele din limba engleză, cu unele excepții. În special în sensul literal colonel înseamnă conducător de regiment, de asemenea, plutonowy înseamnă conducător de pluton. De asemenea, titlul echivalent pentru subofițer petty officer este identic cu cuvântul boatswain (nostrom).

## Forțe Terestre Polone
Mareșal al Poloniei
| Cod NATO         | OF-10            |
| ---------------- | ---------------- |
| Forțele Terestre |                  |
|                  | Marszałek Polski |
| Echvalent        | Mareșal          |
| Abreviat         | marsz.           |

Mareșal al Poloniei (Marszałek Polski)  este cel mai înalt rang în Armata poloneză, fiind atribuit până acum doar pentru șase ofițeri. În prezent este echivalent cu gradul de mareșal, Field Marshal în Armata britanică sau General of the Army (OF-10) conform sistemului NATO
Mareșalii Poliniei au fost următorii:
- 1920 - Józef Piłsudski (1867–1935)
- 1922 - Ferdinand Foch (1851–1929) - mareșal francez, onorific, fiind comandant suprem al forțelor aliate în Primul Război Mondial
- 1936 - Edward Rydz-Śmigły (1881–1941)
- 1945 - Michał Rola-Żymierski (1890–1989)
- 1949 - Konstantin Rokosovski (1896–1968) (și mareșal al URSS)
- 1963 - Marian Spychalski (1906–1980)

Wojciech Jaruzelski, cu toate că colegii lui l-au încurajat în anii 1980, el a refuzat să fie promovat mareșal.
Ofițeri
| Cod NATO | OF-9     | OF-8               | OF-7            | OF-6               | - | OF-5      | OF-4               | OF-3  | OF-2    | OF-1       | OF-1          |
| --- | -------- | ------------------ | --------------- | ------------------ | - | --------- | ------------------ | ----- | ------- | ---------- | ------------- |
| Forțele Terestre |          |                    |                 |                    |   |           |                    |       |         |            |               |
| | Generał1 | Generał broni      | Generał dywizji | Generał brygady    |   | Pułkownik | Podpułkownik       | Major | Captain | Porucznik  | Podporucznik  |
| Echivalent în Armata Română                                                                                              | General  | General-locotenent | General-maior   | General de brigadă |   | Colonel   | Locotenent-colonel | Maior | Căpitan | Locotenent | Sublocotenent |
| Abreviere | gen.     | gen. broni         | gen. dyw.       | gen. bryg.         |   | płk       | ppłk               | mjr   | kpt.    | por.       | ppor.         |
| - 1 Generał armii (general al armatei; se înțelege comandantul unei unități militare armată, nu întreaga Armată poloneză |          |                    |                 |                    |   |           |                    |       |         |            |               |

Subofițeri
| Cod NATO         | OR-9                           | OR-9                           | OR-8               | OR-7            |
| ---------------- | ------------------------------ | ------------------------------ | ------------------ | --------------- |
| Forțele Terestre |                                |                                |                    |                 |
|                  | Starszy chorąży sztabowy       | Starszy chorąży                | Chorąży            | Młodszy chorąży |
|                  | Plutonier adjutant principal A | Plutonier adjutant principal B | Plutonier adjutant | Plutonier-major |
| Abreviere        | st. chor. szt.                 | st. chor.                      | chor.              | mł. chor.       |
|                  |                                |                                |                    |                 |

Gradați, soldați
| Cod NATO         | OR-6             | OR-5     | OR-4            | OR-4           | OR-3    | OR-2              | OR-1      |
| ---------------- | ---------------- | -------- | --------------- | -------------- | ------- | ----------------- | --------- |
| Forțele Terestre |                  |          |                 |                |         |                   |           |
|                  | Starszy sierżant | Sierżant | Plutonowy       | Starszy kapral | Kapral  | Starszy szeregowy | Szeregowy |
|                  | Sergent-major    | Sergent  | fără echivalent | Caporal        | Fruntaș | fără echivalent   | Soldat    |
| Abreviere        | st. sierż.       | sierż.   | plut.           | st. kpr        | kpr.    | st. szer.         | szer.     |
|                  |                  |          |                 |                |         |                   |           |

## Forțe Navale Polone
Ofițeri
| Cod NATO                        | OF-9    | OF-8           | OF-7         | OF-6                     | - | OF-5     | OF-4               | OF-3                  | OF-2              | OF-1                | OF-1                   |
| ------------------------------- | ------- | -------------- | ------------ | ------------------------ | - | -------- | ------------------ | --------------------- | ----------------- | ------------------- | ---------------------- |
| Forțe Navale                    |         |                |              |                          |   |          |                    |                       |                   |                     |                        |
| Grade poloneze                  | Admirał | Admirał floty1 | Wiceadmirał  | Kontradmirał             |   | Komandor | Komandor porucznik | Komandor podporucznik | Kapitan marynarki | Porucznik marynarki | Podporucznik marynarki |
| Grade în Marina Militară Română | Amiral  | Viceamiral1    | Contraamiral | Contraamiral de flotilă, |   | Comandor | Căpitan-comandor   | Locotenent-comandor   | Căpitan           | Locotenent          | Aspirant               |
| Abrevieri                       | adm.    | adm. fl.       | wadm.        | kadm.                    |   | kmdr     | kmdr por.          | kmdr ppor.            | kpt. mar.         | por. mar.           | ppor. mar.             |
| - 1 introduced in 2002          |         |                |              |                          |   |          |                    |                       |                   |                     |                        |

Subofițeri
| Cod NATO     | OR-9                               | OR-9                      | OR-8              | OR-7                      |
| ------------ | ---------------------------------- | ------------------------- | ----------------- | ------------------------- |
| Forțe Navale |                                    |                           |                   |                           |
|              | Starszy chorąży sztabowy marynarki | Starszy chorąży marynarki | Chorąży marynarki | Młodszy chorąży marynarki |
|              |                                    |                           |                   |                           |
| Abrevieri    | st. chor. szt. mar.                | st. chor. mar.            | chor. mar.        | mł. chor. mar.            |
|              |                                    |                           |                   |                           |

Gradați, soldați
| Cod NATO     | OR-6           | OR-5   | OR-4      | OR-4        | OR-3 | OR-2             | OR-1     |
| ------------ | -------------- | ------ | --------- | ----------- | ---- | ---------------- | -------- |
| Forțe Navale |                |        |           |             |      |                  |          |
|              | Starszy bosman | Bosman | Bosmanmat | Starszy mat | Mat] | Starszy marynarz | Marynarz |
|              |                |        |           |             |      |                  |          |
| Abreviere    | st. bsm.       | bsm.   | bsmt      | st. mat     | mat  | st. mar.         | mar.     |
|              |                |        |           |             |      |                  |          |

## Forțe Aeriene Polone
Ofițeri
| Cod NATO                     | OF-9    | OF-8               | OF-7            | OF-6               | - | OF-5      | OF-4               | OF-3  | OF-2    | OF-1       | OF-1          |
| ---------------------------- | ------- | ------------------ | --------------- | ------------------ | - | --------- | ------------------ | ----- | ------- | ---------- | ------------- |
| Forțe Aeriene                |         |                    |                 |                    |   |           |                    |       |         |            |               |
| Grade poloneze               | Generał | Generał broni      | Generał dywizji | Generał brygady    |   | Pułkownik | Podpułkownik       | Major | Kapitan | Porucznik  | Podporucznik  |
| Echivalent în Aviația Română | General | General-locotenent | General-maior   | General de brigadă |   | Colonel   | Locotenent-colonel | Maior | Căpitan | Locotenent | Sublocotenent |
| Abrevieri                    | gen.    | gen. broni         | gen. dyw.       | gen. bryg.         |   | płk       | ppłk               | mjr   | kpt.    | por.       | ppor.         |
|                              |         |                    |                 |                    |   |           |                    |       |         |            |               |

Subofițeri
| Cod NATO      | OR-9                     | OR-9                     | OR-8                   | OR-7            |
| ------------- | ------------------------ | ------------------------ | ---------------------- | --------------- |
| Forțe Aeriene |                          |                          |                        |                 |
|               | Starszy chorąży sztabowy | Starszy chorąży          | Chorąży                | Młodszy chorąży |
|               | Plutonier adjutant Cl. 1 | Plutonier adjutant Cl. 2 | Plutonier adjutant șef | Plutonier-major |
| Abbreviation  | st. chor. szt.           | st. chor.                | chor.                  | mł. chor.       |
|               |                          |                          |                        |                 |